# Anello Epsilon

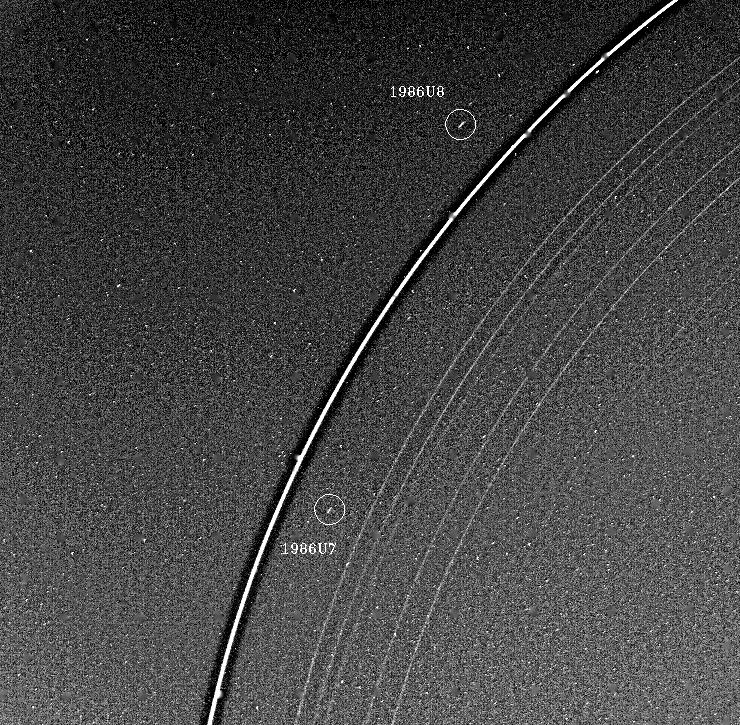
Urano, anello ε e lune

L'anello epsilon ε che ruota attorno ad Urano, orbita ad una distanza di 51 149 km dal centro del pianeta ed ha una larghezza di circa 20–100 km.
È l'anello più largo, ma anche il meno luminoso; infatti riflette lo 0,05% della luce solare (albedo). La sua struttura è alquanto complicata; innanzitutto si possono individuare tre zone: la più esterna è la più larga (40 km), a cui fa seguito una zona più scura di eguale larghezza, e per ultima, la più interna di 15 km circa.
L'anello ε è posto fra due satelliti pastore Ofelia (al momento della scoperta denominato S/1986 U 8) e Bianca (al momento della scoperta denominato S/1986 U9).